# Mándok
Mándok is een plaats (város) en gemeente in het Hongaarse comitaat Szabolcs-Szatmár-Bereg. Mándok telt 4552 inwoners (2001).